# سین لورن
سین لورن (به هلندی: Sint Laurens) یک منطقهٔ مسکونی در هلند است که در Middelburg واقع شده‌است. سین لورن ۹۵۰ نفر جمعیت دارد.